# Saint Seiya: Soldiers' Soul
Vous lisez un « bon article » labellisé en 2024.
Saint Seiya: Soldiers' Soul est un jeu vidéo de combat en trois dimensions développé par Dimps et édité par Bandai Namco Entertainment, sur PlayStation 3, PlayStation 4 et Windows. Sorti le 25 septembre 2015 sur les consoles de salon au Japon et en Europe, puis le 27 novembre 2015 sur ordinateur à l'international, il s'agit du douzième jeu vidéo inspiré de la franchise Saint Seiya, une série de manga écrite par Masami Kurumada.
Le jeu met en scène les chevaliers de Bronze, des guerriers saints chargés de protéger la réincarnation de la déesse Athéna menés par Seiya, en tant que personnages jouables. À la suite d'un attentat, cette dernière est en danger de mort, et les chevaliers de Bronze doivent parcourir le Sanctuaire, le lieu sacré où vivent les chevaliers, afin d'aider Athéna à regagner son trône, usurpé par le commanditaire de la tentative d'assassinat, le grand Pope. En chemin, ils doivent affronter différents adversaires dont les chevaliers d'Or, ignorant pour la plupart la trahison du grand Pope. Après avoir sauvé Athéna, les chevaliers de Bronze rencontrent de nouveaux obstacles et de nouveaux antagonistes, continuant leur mission de protection de la déesse.
Considéré comme une version améliorée de son prédécesseur Saint Seiya: Brave Soldiers et développé par la même équipe, Saint Seiya: Soldiers' Soul est également le deuxième jeu à être distribué à l'international, notamment en Amérique du Nord. C'est également le premier jeu de la saga à mettre en scène les personnages issus de l'arc narratif exclusif à la série d'animation adaptée de la saga, les guerriers divins d'Odin, ainsi que les armures divines des chevaliers d'Or, introduites dans Saint Seiya: Soul of Gold, deux arguments de vente mis en avant lors de la promotion du jeu.
Le jeu est accueilli de manière mitigée à sa sortie, les critiques félicitant le jeu pour la diversité des personnages proposés au joueur, mais déplorant un manque d'équilibrage et une durée de vie faible, conseillant de réserver ce titre seulement aux fans les plus assidus de la saga Saint Seiya.

## Trame

### Contexte et univers
L'aventure de Saint Seiya: Soldiers' Soul se déroule dans l'univers de la franchise Saint Seiya. Dans un monde contemporain, certains adolescents sont choisis pour défendre la réincarnation de la déesse Athéna : Saori Kido. Pour la protéger, ils héritent d'une armure inspirée d'une constellation. Leurs pouvoirs dépendent de cette armure, mais également de leur cosmos, une force spirituelle originaire du Big Bang.

### Personnages
Le joueur incarne plusieurs personnages, des chevaliers de Bronze ayant juré de protéger Saori Kido, la réincarnation de la déesse grecque Athéna. Les cinq personnages principaux, Seiya de Pégase, Shiryu du Dragon, Shun d'Andromède, Hyôga du Cygne et Ikki du Phénix, sont unis par un fort lien de camaraderie, et cherchent à traverser le Sanctuaire afin de sauver Saori.
L'antagoniste principal est Saga, un des chevaliers d'Or. Atteint d'un dédoublement de la personnalité, sa partie maléfique prend finalement le contrôle, ce qui le conduit à assassiner le grand Pope, le maître du Sanctuaire, et à usurper son statut. C'est ainsi lui qui organise la tentative d'assassinat de Saori. 
Durant son périple, le joueur rencontre également plusieurs chevaliers d'Or ou d'Argent, chacun avec une vision particulière de ce conflit. Certains, comme Mû du Bélier, font confiance aux chevaliers de Bronze et les aident dans leur tentative de sauvetage, d'autres, comme Milo du Scorpion ou Aldébaran du Taureau, rejoignent les héros après leur défaite, et d'autres encore, comme Masque de Mort du Cancer ou Aphrodite des Poissons, jurent allégeance à l'usurpateur,. Le deuxième antagoniste principal est Hadès, le dieu des Enfers et l'ennemi juré d'Athéna, qui désire contrôler la planète Terre, un plan qui a été plusieurs fois entravé par Athéna et ses chevaliers,. Tout comme Athéna, il s'incarne dans un humain, ici Shun, chevalier de Bronze d'Athéna ayant un cœur pur. Il est accompagné de plusieurs chevaliers d'Or tombés au combat et ressuscités par ses soins, comme Shion, l'ancien grand Pope, ainsi que plusieurs soldats issus des enfers, comme Minos, Rhadamanthe et Éaque.
En parallèle, le joueur rencontre d'autres divinités et leurs gardiens, comme Poséidon, dieu des mers, lui aussi incarné dans un avatar terrestre, et protégé par ses généraux appelés les Marinas, ainsi que Hilda, représentante d'Odin sur Terre, entourée par les guerriers divins d'Asgard.

### Scénario

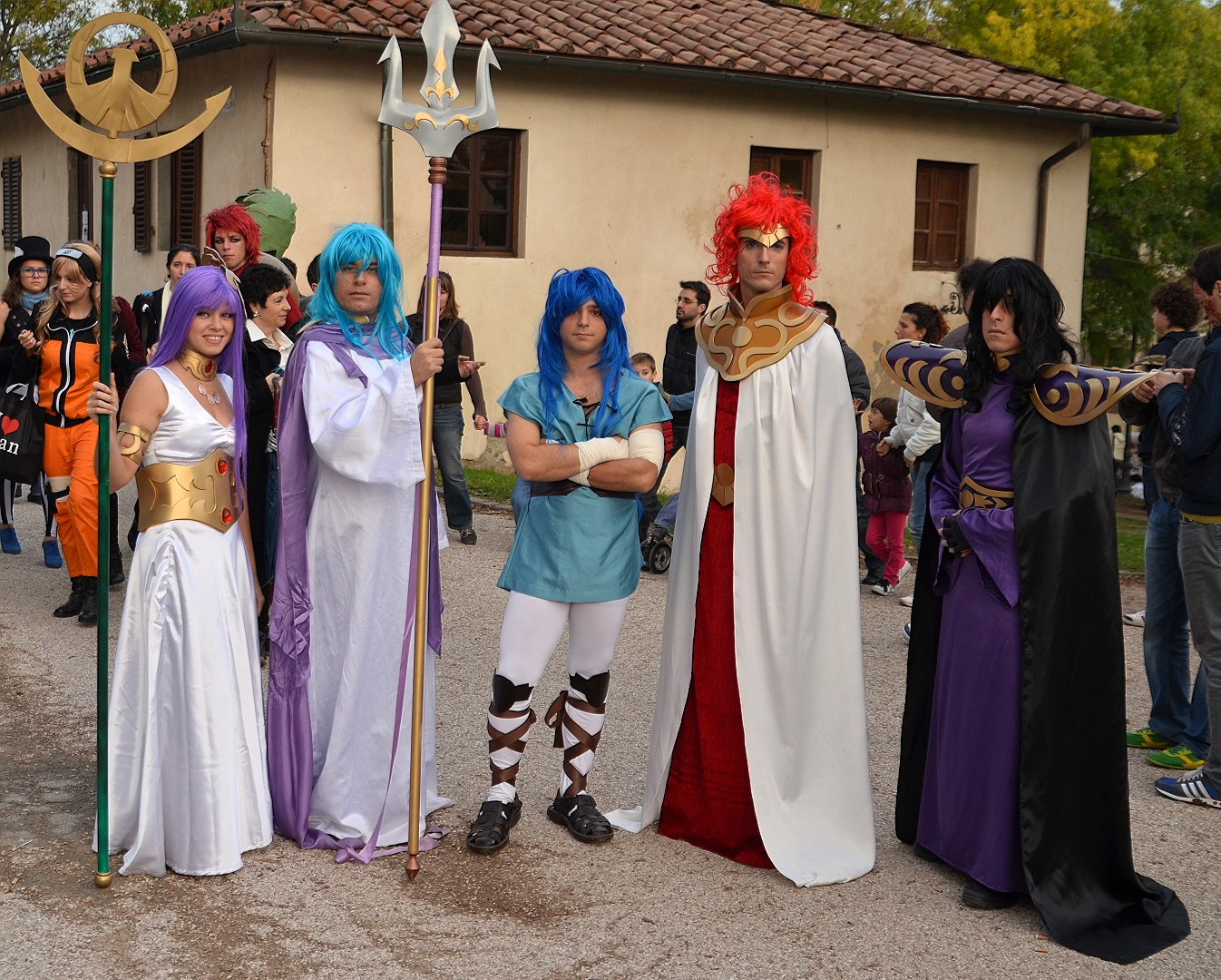
Cosplays des différents dieux de la saga Saint Seiya. Athéna et Poséidon sont visibles à gauche, tandis qu'Hadès est présent à l'extrême droite.

Après avoir appris que Saori — la jeune fille qu'ils protègent depuis plusieurs années — était la réincarnation de la déesse grecque Athéna, Seiya, Shiryu, Shun, et Hyôga se rendent compte que le grand Pope, le maître du lieu sacré des chevaliers, a tenté d'assassiner cette dernière. Dès son arrivée devant le Sanctuaire, Saori est touchée d'une flèche magique, tirée par un chevalier d'Argent loyal au grand Pope. Pensant que ce dernier pourra soigner Saori et revenir à la raison, les chevaliers de Bronze ont douze heures pour parcourir les douze maisons du Zodiaque, chacune gardée par un chevalier d'Or. Après plusieurs batailles, Seiya et les autres chevaliers de Bronze découvrent que le grand Pope a été tué par Saga, le chevalier d'Or des Gémeaux, qui le remplace depuis en usurpant son identité. Alors que les chevaliers de Bronze font face à de plus grandes difficultés, Seiya, seul chevalier de Bronze à atteindre la salle de trône grâce au cosmos de ses amis, parvient à vaincre Saga et à soigner Saori. Dans un instant de lucidité, Saga se suicide, pour ne pas refaire de mal à Saori, qu'il reconnaît comme réincarnation légitime d'Athéna, devant les chevaliers survivants.
Peu de temps après cette victoire, les chevaliers de Bronze doivent faire face à une nouvelle menace, incarnée par les guerriers divins d'Odin et leur prêtresse Hilda. Cette dernière, sous l'emprise du dieu des mers Poséidon, attaque Athéna et le Sanctuaire. Découvrant qu'Hilda, autrefois pacifique, est contrôlée, Athéna et ses chevaliers se dirigent vers le Valhalla, lieu saint des guerriers divins, pour la libérer de son hypnose. Une fois cette dernière libérée, Seiya, Shiryu, Shun et Hyôga assistent impuissants à la capture d'Athéna par Poséidon, après que ce dernier a déclenché une série de catastrophes naturelles sur la Terre. Les chevaliers de Bronze affrontent ainsi les Marinas, les généraux aquatiques de Posédion, et les terrassent l'un après l'autre. Après un combat acharné, et une défaite apparente de Seiya, l'armure d'or du Sagittaire, encore sans porteur, rejoint Seiya, et lui permet de vaincre Poséidon,.
Après plusieurs années de paix, Hadès, dieu des morts, déclenche une nouvelle guerre sainte à Athéna. En plus de son armée composée de chevaliers des Enfers, Hadès ressuscite également plusieurs chevaliers d'Or, comme Camus, Aphrodite, Masque de Mort, Shura et Saga, tombés au combat durant la bataille du sanctuaire. Shion, ancien chevalier d'Or du Bélier devenu grand Pope, revient lui aussi à la vie grâce aux pouvoirs d'Hadès, et bénéficie de douze heures pour tuer Athéna. Les chevaliers d'Or survivants, aux côtés des chevaliers de Bronze, défendent Athéna au péril de leur vie. Essuyant plusieurs pertes des deux côtés, les chevaliers d'Or revenus à la vie parviennent jusqu'à Athéna, qui se suicide devant ces derniers. Shion explique alors aux chevaliers de Bronze et d'Or survivants que lui et les chevaliers n'ont jamais trahi Athéna, mais ont utilisé le temps donné par Hadès pour faire parvenir un message à cette dernière à l'insu d'Hadès. Cette dernière, ayant reçu le message de la part de Saga, s'est alors suicidée, afin que son sang permette l'apparition de l'armure d'Athéna, la seule pouvant vaincre Hadès. Les chevaliers de Bronze se voient alors confier une autre mission : apporter l'armure divine d'Athéna à Saori, qui se trouve aux Enfers après son suicide. Ils se retrouvent ainsi confrontés aux trois juges des Enfers, des lieutenants redoutables d'Hadès.

## Système de jeu

### Généralités et modes de jeu
| Deux personnes déguisées, portant des armures violettes sophistiquées, ainsi que des perruques vertes et bleues. |  | Homme à l'air sévère portant une armure dorée sophistiquée, avec un casque à corne, lui aussi doré. |
| Cosplay de plusieurs personnages jouables, de gauche à droite : le chevalier d'Or Aphrodite des Poissons et le chevalier d'Or Shion du Bélier, sous leur forme spectrale, et le chevalier d'Or du Taureau, Aldébaran. |  | |

Saint Seiya: Soldiers' Soul est un jeu de combat en trois dimensions, dans lequel le joueur peut choisir l'un des protagonistes ou antagonistes de la saga pour combattre soit un autre joueur, soit l'ordinateur. Le joueur ne contrôle son personnage que durant les phases de combats, sans besoin de se déplacer sur une carte. Le scénario est raconté par l'intermédiaire de cinématiques et de boîtes de dialogues.
Le jeu propose 48 combattants uniques, représentant différents chevaliers d'Athéna, d'Odin, de Poséidon ou d'Hadès dans différentes armures,,. Ces derniers possèdent chacun des techniques de combat uniques, leur permettant d'effectuer différents combos. En comptant les personnages doublons, avec des armures différentes, le jeu propose 72 combattants au total.
Plusieurs modes de jeu sont disponibles : le mode « Légende du Cosmos », dans lequel le joueur combat des personnages non-joueurs dans un ordre précis en incarnant l'un des différents héros du jeu, entrecoupé des cinématiques racontant les différents arcs narratifs de la saga, et un mode « Combat », dans lequel le joueur peut affronter un autre joueur ou un personnage non-joueur, sans restriction de personnages ou d'arènes. Une variante, le mode « Combat en ligne », permet au joueur d'affronter d'autres joueurs par le biais d'internet. Le jeu propose également un mode « Tournoi » et un mode « Survie », sous-sections du mode « Combat », avec des règles alternatives. Un autre menu bonus, « Bataille d'or », permet au joueur d'incarner les douze différents chevaliers d'Or revenus à la vie, et portant leurs armures divines, telles qu'introduites dans la série dérivée de la saga Saint Seiya: Soul of Gold. Ces batailles, de difficulté progressive, s'inspirent souvent de moments iconiques de la saga, ou mettent en scène des épisodes imaginés par les développeurs, et permettent au joueur de gagner des récompenses selon le degré de réussite des combats.

### Combats
Le système de combat utilisé dans Saint Seiya: Soldiers' Soul est très similaire à celui déjà présent dans les autres opus de la saga, tout particulièrement son prédécesseur Saint Seiya: Brave Soldiers. Les combats s'effectuent en temps réel, et chaque personnage possède une panoplie de coups faibles et de coups forts, qui peuvent s'alterner pour provoquer un enchaînement, ainsi qu'une barre de vie. La force de ces coups dépend des boutons sur lequel le joueur appuie. Le joueur possède également un bouton pour se mettre dans un état de garde qui le protège des coups de l'adversaire. En appuyant au bon moment, le joueur peut parer le coup de l'adversaire, ce qui lui donne l'occasion de contre-attaquer. Des coups spéciaux, variant selon le personnage, ainsi qu'une projection pouvant contourner la garde de l'adversaire, sont également disponibles. Ces coups spéciaux nécessitent du cosmos, symbolisé par une jauge qui se remplit grâce aux coups portés et reçus. Le joueur possède également la possibilité de remonter lui-même sa jauge de cosmos, tout en restant immobile. Le joueur peut également utiliser un dash, une brusque accélération en avant permettant au joueur de surprendre son adversaire. Le joueur peut également se téléporter, pour éviter une attaque adverse.
L'une des nouveautés apportées au gameplay comprend l'apparition de combos de coups aériens pour chacun des personnages, ainsi qu'une diversification des attaques à distance. De plus chaque personnage peut être amélioré en lui équipant des répliques associées à ce dernier, lui procurant des bonus lors des combats,. Le joueur peut également déclencher son septième sens, grâce à un mode Éveil, pour améliorer ses capacités pendant un court instant, et lui donnant accès à des coups spéciaux différents.
Les combats se déroulent dans des arènes, à l'effigie des lieux emblématiques de la saga, comme les différentes maisons du Zodiaque, les divers palais sous-marins de Poséidon, les sanctuaires d'Odin ou l'intérieur du palais d'Hadès. Dans ces décors, certains éléments sont destructibles, comme les colonnes des différentes maisons. Cela n'a pas d'effet autre qu'esthétique sur le combat.

## Développement

### Concept et équipes

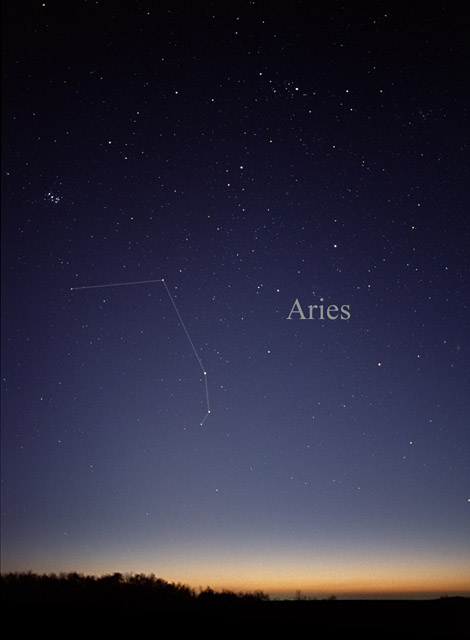
La constellation du Bélier, l'une des nombreuses constellations dont sont inspirées les armures de Saint Seiya.

L'équipe assignée à Saint Seiya: Soldiers' Soul est très similaire à celle déjà responsable des autres jeux de la saga Saint Seiya : Saint Seiya : Les Chevaliers du Zodiaque - Le Sanctuaire, Saint Seiya : Hadès et Saint Seiya: Brave Soldiers, tous développés par Dimps. Ce studio japonais, déjà expérimenté dans la réalisation de jeux vidéo de combat adaptés de mangas, avec notamment la réalisation des trois premiers opus de la saga Dragon Ball Z: Budokai, nomme Ryo Mito, développeur chez Dimps, responsable du projet, qui est un habitué de l'adaptation de mangas en jeux vidéo de combat, comme Dragon Ball Z: Budokai 3 et des autres jeux de la franchise Saint Seiya.
Le succès commercial de l'opus précédent, Saint Seiya: Brave Soldiers, et ses 250 000 exemplaires écoulés, impulse le développement d'un nouvel épisode, qui pourrait incorporer les rares éléments de la saga manquants de Brave Soldiers, comme les guerriers nordiques, exclusifs à la série télévisée. Si l'équipe désire améliorer le moteur graphique pour l'adapter aux capacités de la PlayStation 4, l'équipe de développement désire conserver le jeu également sur PlayStation 3, spécifiquement pour la communauté sud-américaine, très gros marché de la saga Saint Seiya, chez qui la PlayStation 4 n'est pas encore sortie à cette période. Ryo Mito déclare s'être inspiré des retours sur le système de jeu de l'opus précédent pour améliorer les combats de Soldiers' Soul. Dans son système de jeu général, Saint Seiya: Soldiers' Soul s'inspire également du jeu vidéo Naruto: Ultimate Ninja Storm, développé par CyberConnect2.

### Bande-son et doublages
Les doublages de Saint Seiya: Soldiers' Soul sont assurés par leurs interprètes japonais respectifs, mais également par leur doubleurs brésiliens et latino-américains, au vu du succès de la série sur le continent sud-américain,. Des sous-titres sont proposés dans ces langues, mais également en anglais et en français,,.
Ryo Mito déclare ne pas avoir eu les droits de la musique issue de la série télévisée, pour des raisons de diffusion à l'international, et a donc travaillé avec son équipe à la composition de musiques originales,.

## Promotion et commercialisation
Saint Seiya: Soldiers' Soul est annoncé par Bandai Namco Entertainment en avril 2015, pour une sortie prévue en automne de la même année. La société dévoile également le portage PC, par l'intermédiaire de la plateforme Steam. Cette annonce est concomitante à la diffusion du premier épisode de la série dérivée Saint Seiya: Soul of Gold, et révèle la présence dans le jeu des cinq chevaliers de Bronze principaux, Seiya, Shiryu, Shun, Hyôga et Ikki, et du chevalier d'Or du Lion Aiolia, avec pour la première fois dans un jeu vidéo, son armure divine,.
Durant la période de promotion du jeu, une série de plusieurs clips publicitaires sont mis en ligne par le développeur Dimps et l'éditeur Bandai Namco Entertainment, mettant notamment en avant plusieurs personnages du jeu, comme les différents guerriers d'Odin, Poséidon, Shion, Camus ou Hadès, ainsi que des exemples de combats et des extraits du mode histoire,,,,. Ryo Mito, le développeur principal du jeu, est l'un des invités de la seizième édition de la Japan Expo, un salon français sur la culture japonaise, en 2015. À cette occasion, il arrive déguisé en Aiolia, chevalier d'Or du Lion, pour toute la durée du salon, où il présente une bande-annonce exclusive au public français. Cette bande annonce met notamment en scène les guerriers divins d'Odin,, pour leur première apparition dans un jeu vidéo inspiré de la franchise,,. Un bonus cosmétique est disponible pour les joueurs effectuant une précommande du jeu, et leur permet l'accès à deux costumes supplémentaires, un d'Hadès et un d'Athéna, qui correspond à leurs couleurs originales du manga,.
Le jeu sort finalement le 25 septembre 2015 sur les consoles de salon au Japon et en Europe, puis le 6 octobre 2015 aux États-Unis, sur PlayStation 3 et PlayStation 4. Le jeu sort deux mois plus tard, le 27 novembre 2015, sur Windows,,.

## Accueil
Saint Seiya: Soldiers' Soul reçoit un accueil mitigé de la part de la presse spécialisée. La version PlayStation 4 du jeu obtient une note moyenne de 59/100 sur l'agrégateur de critiques Metacritic.
Parmi les points positifs, le grand choix de personnages « aux traits assez proches de ceux de l'anime » et la transposition en jeu vidéo de l'arc narratif d'Asgard, une première dans la saga vidéoludique Saint Seiya, sont félicités,,. Une mention spéciale est attribuée au doublage japonais, grâce auquel « le titre s'en sort de justesse » par rapport aux musiques, jugées « complètement à côté de la plaque ».
Parmi les points négatifs, le titre n'est, d'après les critiques, qu'une redite « paresseuse » de l'opus précédent, Saint Seiya: Brave Soldiers, notamment au niveau du gameplay, considéré comme « toujours aussi peu convaincant »,, et dont les changements par rapport à ce dernier sont insuffisants. La qualité visuelle générale est particulièrement et vivement critiquée, les graphismes étant jugés « bien laids », « techniquement indignes d'une PS4 ou d'un PC » et ressemblant davantage à ceux d'une PlayStation 2. Les animations sont qualifiées de « raides et recyclées », parfois directement tirées de l'opus précédent, où les mouvements sont « toujours aussi binaires et un peu clownesques ». Les déplacements de la caméra, quant à eux, sont trop hasardeux, et nuisent à l'expérience de jeu. Les combats sont jugés « brouillons, répétitifs et vite limités » où la mise en scène est « minimale », et « les coups spéciaux, qui s'en sortent avec les honneurs, détonnent violemment par rapport au reste ». Chaque échec, prévisible au moment où un premier coup est encaissé, « oblige [le joueur] à patienter le temps d'un speech en japonais de la déesse dans le DualShock 4 avant de retourner à l'attaque ». 
En résumé, la presse spécialisée conclut en expliquant que Saint Seiya Soldiers's Soul « ne vaut clairement pas la peine qu'on brûle la moindre miette de cosmos pour lui », sous-entendant que les joueurs peuvent garder leur argent.

## Postérité

### Place dans la série et influence sur les jeux suivants
Saint Seiya: Soldiers' Soul se place comme le dernier opus d'une série de jeux vidéo de combat, initiée en 2005 avec Saint Seiya : Les Chevaliers du Zodiaque - Le Sanctuaire. Malgré les critiques négatives, le jeu reste bien reçu par les amateurs de la franchise, si bien qu'il est régulièrement cité dans les listes des meilleurs jeux inspirés de la série Saint Seiya.

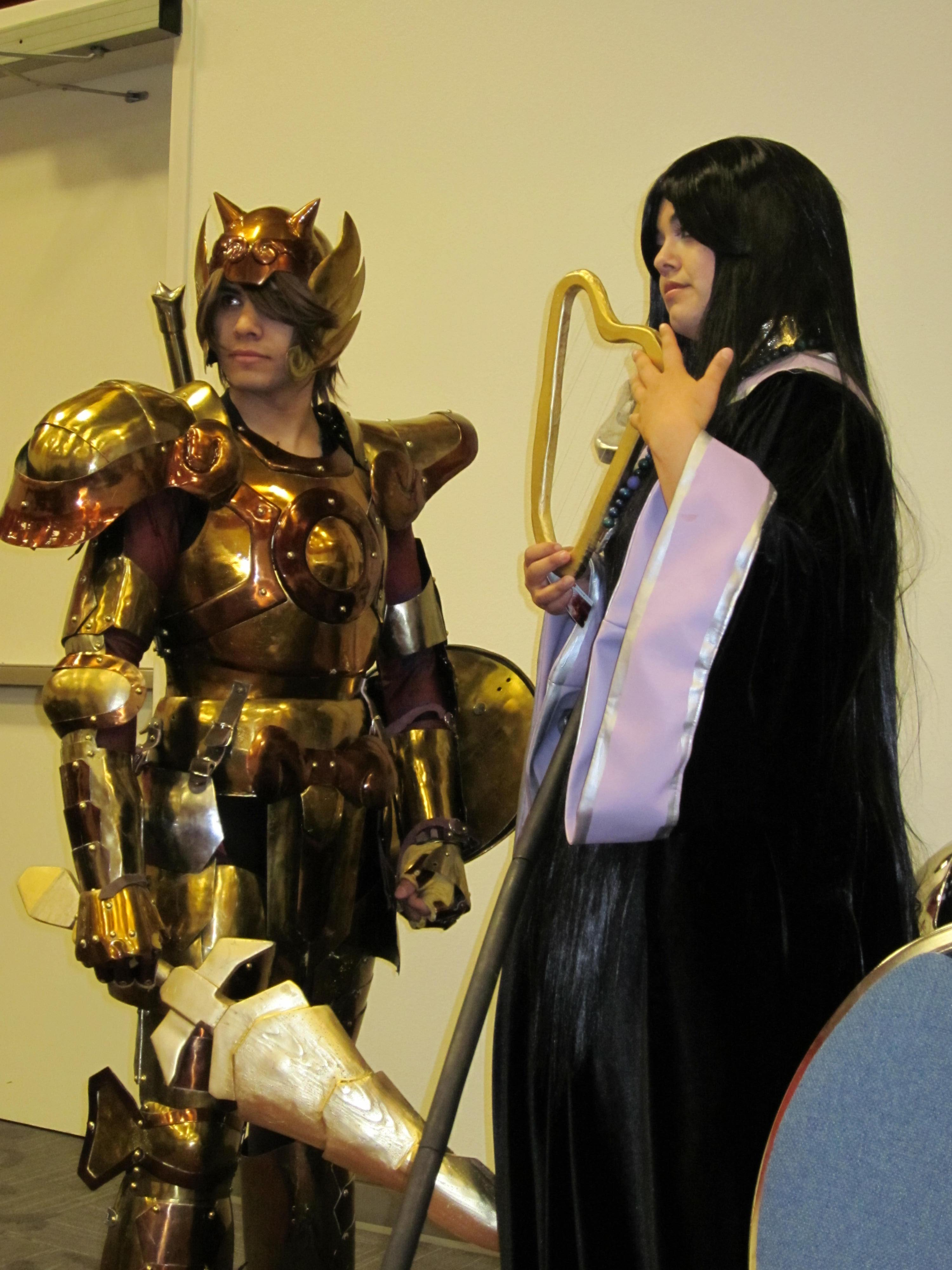
Deux cosplays de Dohko, chevalier d'Or de la Balance, et de Pandora, lieutenante d'Hadès.

Selon Valérie Précigout, journaliste spécialisée dans le jeu vidéo, Saint Seiya: Soldiers' Soul est la conclusion d'une série d'adaptations vidéoludiques souffrant des mêmes problèmes depuis 2005, à savoir une faible durée de vie, une réalisation bâclée et aucune autre ambition que celle d'adapter un jeu de combat simple avec un habillage Saint Seiya. Elle reconnaît également les mêmes qualités à cet opus qu'aux précédents, à savoir le talent des comédiens de doublages japonais, qui reprennent leurs rôles, et contribuent à l'immersion du joueur nostalgique, mais considère qu'il fait pâle figure en comparaison des autres adaptations de mangas en jeux de combat.
Un jeu gacha inspiré de la franchise Saint Seiya, Saint Seiya Awakening, met également en scène la plupart des personnages de la saga, dont ceux retrouvés dans Saint Seiya: Soldiers' Soul.

### Produits dérivés et en dehors de la franchiseSaint Seiya
La franchise Saint Seiya est célèbre pour ses nombreux produits dérivés. De ce fait, lors de la sortie du jeu vidéo, plusieurs Myth Cloth, des figurines de collections à l'effigie des personnages de la série, sont commercialisées, notamment Shion du Bélier sous forme de spectre, ou d'Aiolos, chevalier du Sagittaire, personnages principaux de Saint Seiya: Soldiers' Soul,.
Plus insolite, une gamme de sous-vêtements masculins est également commercialisée au Japon, avec des modèles inspirés des armures des chevaliers d'Or. Un jeu de société, conçu sur un principe du deck-building, mettant en scène les différents combattants de la franchise, notamment les guerriers divins d'Odin présents dans Soldiers' Soul, sort également en 2018,.
Les personnages de Saint Seiya: Soldiers' Soul sont présents dans d'autres jeux de combats, notamment Jump Force, où apparaissent Shiryu et Seiya, avec des coups spéciaux inspirés de ceux qu'ils présentent dans Saint Seiya: Soldiers' Soul,.